# Pelargir
Pelargir est une ville fictive de la Terre du Milieu, dans le légendaire de J. R. R. Tolkien.

## Histoire
C'est une cité portuaire construite par les Númenoréens en amont de l'estuaire de l'Anduin vers la fin du Second Âge (II 2350), la cité portuaire de Pelargir devint rapidement le port principal des Dúnedain. C'est là que la majorité d'entre eux accostèrent après la submersion de Númenor et elle devint par conséquent le plus grand port du Gondor.
La ville fut agrandie pendant le Troisième Âge par le Roi Eärnil Ier et la base principale des rois navigateurs du Gondor afin de combattre les Númenoréens Noirs d'Umbar. Pelargir fut conquise durant le Troisième Âge (III 1447) par les rebelles, mais fut reprise par le Gondor après un siège d'un an.
La cité fut maintes fois attaquée par les corsaires d'Umbar, les Haradrim et les Orientaux, mais resta tout de même une ville importante du Gondor et son plus grand port jusqu'à la Guerre de l'Anneau.
Pendant la Guerre de l'Anneau, les corsaires d'Umbar réussirent à s'emparer de Pelargir, mais cela ne dura pas longtemps, car Aragorn, Legolas et Gimli arrivèrent avec l'armée des morts de Dunharrow. Les corsaires fuirent de terreur et les hommes de Pelargir purent arriver à temps à la bataille des champs du Pelennor, ce qui joua un rôle clé dans la victoire du Gondor.
Après la guerre, Pelargir resta le port principal du Royaume réunifié.